# Dominic Rains
Amin Nazemzadeh (Teherán; 1 de marzo de 1982) conocido artísticamente como Dominic Rains es un actor iraní-estadounidense, conocido por sus papeles en películas independientes, como The Taqwacores (2010) y A Girl Walks Home Alone at Night (2014), en series como el Dr. Crockett Marcel en Chicago Med y además como Kasius, el principal antagonista de la primera parte de la quinta temporada de Agents of S.H.I.E.L.D.

## Biografía y carrera
Rains nació en Teherán, Irán, se mudó a Londres, Inglaterra, cuando era niño y luego a Estados Unidos, donde se crio en Dallas, Texas. Es el hermano menor del actor Ethan Rains. El comenzó su carrera como actor protagonizando la película para televisión Saving Jessica Lynch en 2003. Más tarde apareció en el telefilme Flight 93 de 2006. Desde el 12 de julio al 4 de octubre de 2007, Rains apareció como el Dr. Leo Julian en General Hospital: Night Shift, un spin-off de 13 episodios de la telenovela diurna de ABC General Hospital. El personaje se había presentado por primera vez el 2 de julio de 2007. Con Rains no disponible para la segunda temporada de la serie en julio de 2008, su hermano Ethan fue elegido para el papel a partir del 22 de julio de ese año. Después de su papel en General Hospital, ha seguido apareciendo en un series que incluyen, 24, Flash Forward, Burn Notice, NCIS, Cane y Anger Management .
En 2010, obtuvo reconocimiento por su papel en la película independiente The Taqwacores, basada en una novela de 2004 de un estadounidense que se convierte al islam, Michael Muhammad Knight. El New York Times elogió su actuación como "particularmente llamativa"  y NBC opinó que su papel es "una reminiscencia de los comienzos de Adrien Brody en Summer of Sam. Rains está operando a un nivel completamente superior como el corazón y el alma de esta película". Este papel también le valió el premio a mejor actor en el Festival de Cine Internacional de Ourense.
Más tarde, en 2010, comenzó a filmar y protagonizar el papel principal en el thriller sobrenatural Jinn de Exxodus Pictures. La película se estrenó en abril de 2014. Interpretó a Shawn Walker, un joven diseñador automotriz de Detroit que descubre un antiguo secreto que amenaza con acabar con toda su familia.
Rains apareció como Saeed en la película de terror favorita del Festival de Cine de Sundance, A Girl Walks Home Alone at Night. Muy elogiada por muchos críticos después de su debut, la cinta fue adquirida por Kino Lorber para su distribución en Estados Unidos y lanzada a finales de 2014. "Esta asombrosa y punzante maravilla cinematográfica nos dejó sin palabras en su estreno", escribió el fundador Richard Lorber.
También en 2014, Rains colaboró en un cortometraje escrito y dirigido con su hermano Ethan, Still Here con Shohreh Aghdashloo y Alan Rosenberg, que se inspiró en eventos de la vida real de su primo que fue diagnosticado erróneamente con cáncer. La película está producida por Rains Brothers en asociación con Exxodus Pictures.
En 2019, Rains comenzó a protagonizar el drama médico de NBC Chicago Med en la quinta temporada como el Dr. Crockett Marcel, un nuevo cirujano de trauma en el hospital proveniente de Nueva Orleans, siendo asombroso pero imprudente, provocando muchos cambios a medida que se acostumbra a Chicago y su nuevo entorno. Su actitud arrogante hace que se meta continuamente en problemas con los demás.
Además de la televisión y el cine, Rains participa activamente en la comunidad teatral de Los Ángeles y es miembro de Elephant Theatre Company, con sede en Los Ángeles. Ha aparecido en el escenario con las aclamadas producciones de Desert Sunrise, Block Nine, Love Sick, Baby Doll, Cycles , The North Plan y la amada película iraní "Koon in my face".

## Filmografía

### Cine
| Año  | Título                              | Papel                |
| ---- | ----------------------------------- | -------------------- |
| 2006 | Poet's War                          | Hamad                |
| 2006 | Grenade                             | Corporal Serri       |
| 2010 | The Taqwacores                      | Jehangir Tabari      |
| 2011 | Jinn                                | Shawn Walker         |
| 2014 | Captain America: The Winter Soldier | Instructor de la CIA |
| 2014 | A Girl Walks Home Alone at Night    | Saeed                |
| 2016 | Burn Country                        | Osman                |
| 2016 | Chee and T                          | T                    |
| 2018 | A.X.L.                              | Andric               |

### Televisión
| Año       | Título                                         | Papel               | Notas                                                  |
| --------- | ---------------------------------------------- | ------------------- | ------------------------------------------------------ |
| 2003      | Saving Jessica Lynch                           | Fedayeen Officer    |                                                        |
| 2004–2005 | LAX                                            | Cyrus               | Personaje recurrente, 5 episodios                      |
| 2005      | 24                                             | Naji                | Episodio: "Day 4: 7:00 p.m.-8:00 p.m."                 |
| 2006      | E-Ring                                         | Omar Al-Masadi      | Episodio: "Brothers in Arms"                           |
| 2006      | Flight 93                                      | Ziad Jarrah         | Película para televisión                               |
| 2006      | Courting Alex                                  | Sammy               | Personaje recurrente, 2 episodio                       |
| 2006      | Related                                        | Shahab              | Episodio: "The Godmother"                              |
| 2007      | NCIS                                           | Jamal Malik         | Episodio: "Grace Period"                               |
| 2007      | Sharpshooter                                   | Aiig                | Película para televisión                               |
| 2007      | General Hospital: Night Shift/General Hospital | Dr. Leo Julian      | Personaje recurrente, 49 episodios                     |
| 2008      | Final Approach                                 | Abu Karlin          | Película para televisión                               |
| 2009-2010 | FlashForward                                   | Khamir Dejan        | Personaje recurrente, 5 episodios                      |
| 2012      | Burn Notice                                    | Sharif Damour       | Episodio: "Last Rites"                                 |
| 2014      | Anger Management                               | Mahesh              | Episodio: "Charlie and the Last Temptation of Eugenio" |
| 2017-2018 | Marvel's Agents of S.H.I.E.L.D.                | Kasius              | Personaje recurrente, 8 episodios                      |
| 2019      | Chicago P.D                                    | Dr. Crockett Marcel | Personaje recurrente, 1 episodio                       |
| 2019-2024 | Chicago Med                                    | Dr. Crockett Marcel | Personaje principal                                    |
| 2019-2024 | Chicago Fire                                   | Dr. Crockett Marcel | Personaje recurrente                                   |